# Stad (Vietnam)

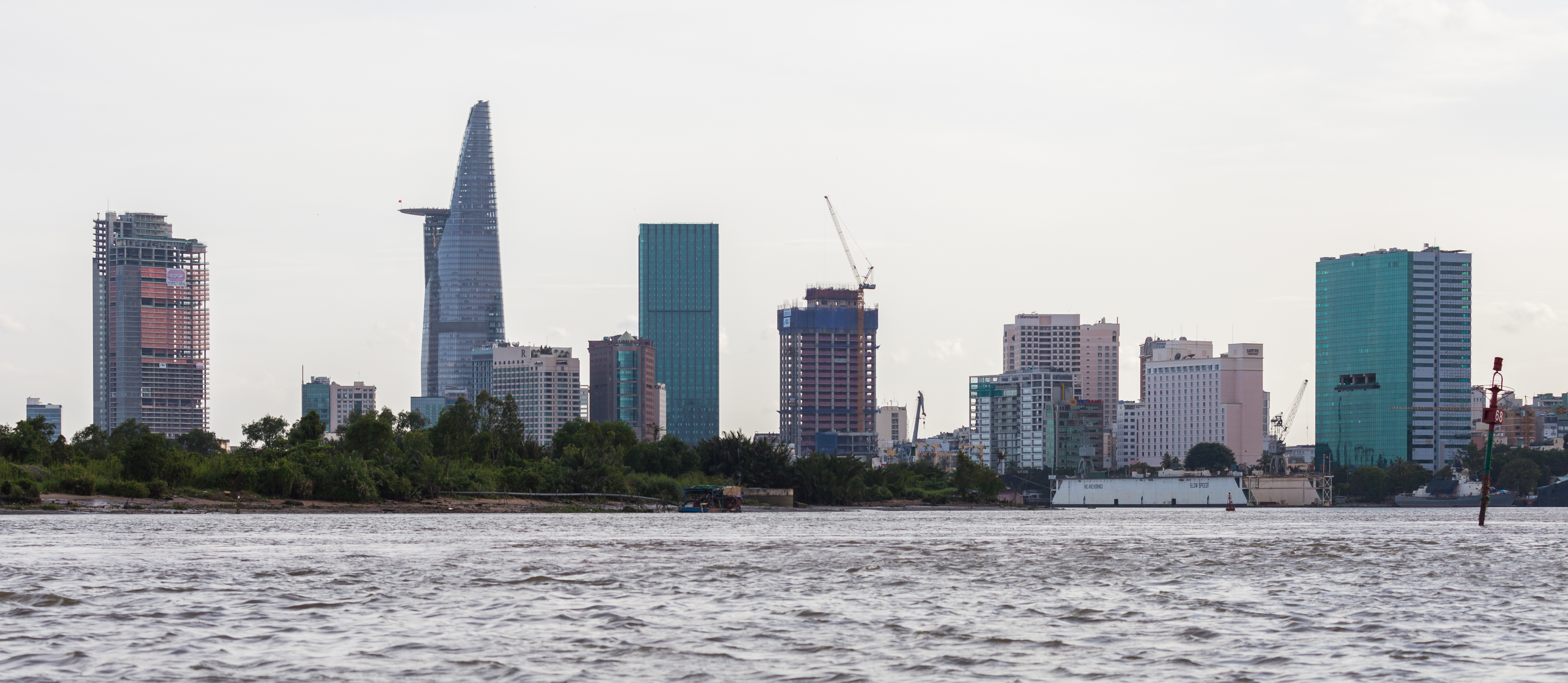
Ho Chi Minhstad, de grootste stad van Vietnam.

Een stad (Vietnamees: Thành phố) is in Vietnam een administratieve eenheid. Het omschrijft een gebied, met veel inwoners op een bepaald gebied, goede economische voorzieningen in de regio en waarbij de infrastructuur een belangrijke rol betekent in de regio.
De steden in Vietnam worden verdeeld over vijf verschillende klassen. Bij de hoogste twee klassen hebben de steden hetzelfde niveau als een provincie in Vietnam. Bij de laagste drie niveaus zijn de steden provinciale steden. In totaal hebben vijf steden in Vietnam provinciale rechten. Hanoi, als hoofdstad van Vietnam en Ho Chi Minhstad, als grootste stad van Vietnam, zitten in het hoogste niveau. Cần Thơ, Đà Nẵng en Hải Phòng zijn de overige drie steden met provincierechten.
De overige steden zijn qua niveau gelijkwaardig aan de huyện in Vietnam. Ook de centrale steden zijn onderverdeeld in districten. De districten zijn dan geen huyện, maar quận.